# بينوا ديلهوم
بينوا ديلهوم (بالفرنسية: Benoît Delhomme)‏، من مواليد 28 أغسطس 1961) هو مصور سينمائي فرنسي عمل أيضًا في أفلام أمريكية وبريطانية. تخرج من كلية لويس لوميير في عام 1982. كان مصورًا مساعدًا في جان دو فلوريت ومانون ديه سورس وأصبح مديرًا للتصوير الفوتوغرافي في الأفلام الطويلة في أوائل التسعينيات.

## وصلات خارجية
- بينوا ديلهوم في قاعدة بيانات الأفلام على الإنترنت